# Gynacantha hyalina
Gynacantha hyalina är en trollsländeart som beskrevs av Selys 1882. Gynacantha hyalina ingår i släktet Gynacantha och familjen mosaiktrollsländor. Inga underarter finns listade i Catalogue of Life.